# St. Bonifatius (Wuppertal)

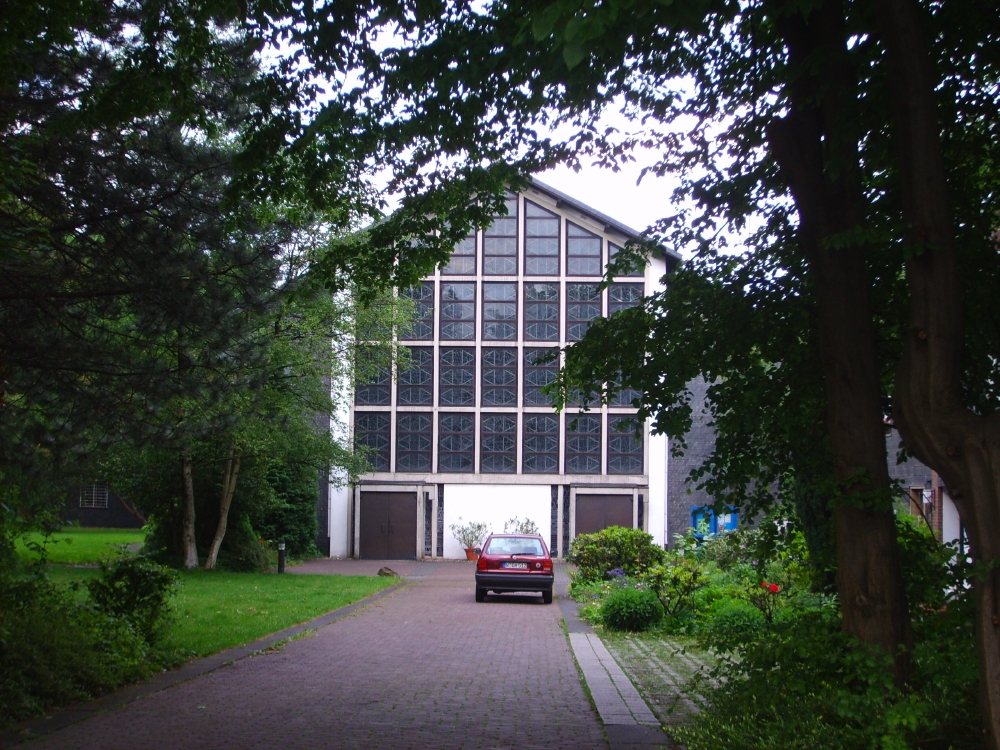
St. Bonifatius

Die römisch-katholische Kirche St. Bonifatius am Deutschen Ring im Wuppertaler Ortsteil Varresbeck war der erste katholische Kirchenneubau der Stadt nach dem Zweiten Weltkrieg.

## Geschichte
Schon Anfang der 1930er-Jahre richtete die Pfarrei St. Remigius aufgrund der steigenden Anzahl der im Elberfelder Ortsteil Varresbeck wohnhaften Katholiken den Seelsorgebereich „Elberfeld-Nordwest“ ein. Eine eigene Kirche für Varresbeck wollte man aber zunächst noch nicht errichten. Erst in der Nachkriegszeit wurden die Pläne für eine Varresbecker Kirche wieder konkreter, unter anderem auch, um sich gegenüber der unweit gelegenen neu gebauten evangelischen Michaelskirche zu profilieren. 1953 erwarb man von der Stadt Wuppertal im damals schon weitestgehend bebauten Varresbeck ein unbebautes, etwa 4250 Quadratmeter großes Grundstück in Hanglage zwischen dem Deutschen Ring und der Varresbecker Straße. Die Grenzen des neuen Pfarrbezirks wurden durch Abtretung von den Gemeinden Sankt Remigius in Sonnborn, St. Laurentius im Elberfelder Zentrum und St. Joseph am Nützenberg festgelegt. Der Wuppertaler Architekt Günter Ständer wurde mit der Bauplanung des ersten katholischen Kirchenneubaus seit Kriegsende betraut.
Am 20. Juni 1954 wurde der Grundstein gelegt. Auf der in ihm eingeschlossenen Urkunde steht der Vers aus 1 Kor 3,11 „Einen anderen Grund kann niemand legen als den, der gelegt ist: Jesus Christus.“ Als Bauweise für den damals sehr modernen Hallenbau wählte man die ungewöhnliche Konzeption eines markthallenähnlichen Gerippebaus mit vermauerten Zwischenräumen. Ursprünglich war ein Kirchturm über der Sakristei vorgesehen. Am 12. Juni 1955 wurde die Kirche durch den damaligen Stadtdechanten Meiß dem Heiligen Bonifatius geweiht, und am 10. Januar 1957 beurkundete das Erzbistum Köln die Errichtung der katholischen Kirchengemeinde Sankt Bonifatius. Die liturgische Weihe der Kirche erfolgte am 26. Mai 1963 durch Missionsbischof Franz Esser (1908–1966), den damaligen Bischof von Keimoes-Upington in Südafrika, einen Freund des 1955 eingeführten Gemeindepfarrers Bernhard Krechel. Im selben Jahr gründete sich ein Kirchenbauverein zur Ausgestaltung des Innenraumes, fortan hatten die Gemeindemitglieder neben Kirchensteuern auch einen kleinen monatlichen Beitrag für den Kirchenbauverein zu leisten. Auch war die Kollekte einmal monatlich für die Gestaltung des Innenraumes bestimmt. Im Jahr 1968 konnte die Orgelempore errichtet werden, die 1969 mit einer vom Erzbistum leihweise überlassenen elektronischen Orgel ausgestattet wurde. Erst 2010 bekam die Kirche ihre erste Pfeifenorgel, welche allerdings aus statischen Gründen nicht auf der Orgelempore aufgestellt werden konnte und deshalb an der Nordwand platziert wurde.
Die Kirche wurde 1973 umfassend umgebaut und vergleichsweise spät den Anforderungen des Zweiten Vatikanischen Konzils angepasst. Der Altar wurde in die Mitte des Chorbereiches versetzt und der ursprünglich mittige Eingang vermauert.

## Baubeschreibung
Bei der Kirche handelt es sich um eine mit dem Chor nach Nordosten ausgerichtete Hallenkirche, die sich an der Bauform einer Staffelhalle orientiert. Das Kirchenschiff ist insgesamt 38 Meter lang und 23 Meter breit und wird von der Westseite her durch zwei Seitentüren erschlossen, ein ursprünglich mittiger Eingang wurde später vermauert. Die Westseite verfügt über ein großzügig gestaltetes Giebelfenster, welches zusammen mit dem großen bodentiefen Fenster an der Südseite des Chores einen Großteil der Belichtung im Innenraum ausmacht. Pro Seite wird die Kirche von sechs offenliegenden Rippen gegliedert, deren Zwischenräume mit Backsteinen vermauert sind. Jede dieser Flächen besitzt nur ein kleines, mit Farbglas gefülltes Rundfenster. An der Nordseite des Chores befindet sich ein flacher Sakristeianbau, über welchem ursprünglich ein kleiner Kirchturm geplant war. Diese Pläne wurden nicht zuletzt aus Kostengründen fallen gelassen.
Das Gebäude ist von außen, genau wie das Pfarr- und das Gemeindehaus, vollständig mit Kunstschiefer verkleidet, der das Erscheinungsbild der Kirche prägt.

### Innenraum
Die Kirche folgt dem Charakter einer typischen Wegekirche mit breitem, langem Mittelgang mit zentralem Blick auf den Altar, welcher um drei Stufen erhöht ist. In einem steinernen Bogen ist ein Kästchen mit Reliquien der Heiligen Ursula und des Heiligen Gereon von Köln eingelassen. Der steinerne Altartisch ist mit mehreren kunstvollen Meißelarbeiten verziert, wovon insbesondere die Kreuze in den vier Ecken und in der Mitte des Tisches hervorzuheben sind, welche einen Hinweis auf die Wundmale Christi darstellen sollen. Der Tabernakel befindet sich links neben dem Altar auf einer Trachytstele. Angefertigt wurde er von Wilhelm Polders (1914–1992) und den Werkstätten für kirchliche Goldschmiedekunst in Kevelaer. Er ist doppelflügelig ausgeführt, mit Beschlägen und Seitenteilen aus rotem Email, die Fassungen und Zwischenstege sind hartglanzvergoldet. Sechs Bleikristalle schmücken die Türplatten, umrahmt von weiteren Kristallen.
An der Wand hinter dem Altar zieht ein etwa vier Meter hoher, aus geschmiedetem Stahlrohr geformter Leib Christi, entworfen von dem Hildener Maler Leonhard Nienartowicz (1924–1995) und hergestellt in der Kunstschmiede Wehler, die Blicke auf sich. Die Skulptur zeigt den leidenden Christus in der Haltung des Kruzifixus, wobei jedoch das Kreuz fehlt. Dieses wird aber durch die Umrisse des Sterbenden nachgezeichnet. Der Entwurf für das den Altarraum großflächig belichtende Bleiglasfenster stammt ebenfalls von Leonhard Nienartowicz. Es wurde jedoch erst nachträglich vor die rein funktionale ursprüngliche Verglasung gesetzt und zeigt Szenen aus der Vita des Kirchenpatrons Bonifatius, zentral die Fällung der Donareiche.
An der Stirnwand des rechten Seitenschiffes steht erhöht auf dem Seitenaltar eine geschnitzte Schutzmantelmadonna aus Lindenholz. Dort beginnt auch der 1963 von Olaf Höhnen (1933–2009) geschaffene Kreuzweg, der aus reliefartigen Bronzeplatten besteht. Eine Konche am Kopf des linken Seitenschiffes dient als Taufkapelle, worauf die Motivik der grisailleartigen Verglasung hinweist. Dort findet sich daher das Taufbecken.

## Fremdsprachige Gottesdienste
Seit November 2019 feiern die kroatischen Katholiken Wuppertals ihre Gottesdienste in St. Bonifatius.
Seit März 2020 ist St. Bonifatius zudem am jeweils ersten Sonntag des Monats geistliche Heimat der melkitischen Gemeinde. Die Melkitische Griechisch-katholische Kirche ist eine Rituskirche und gehört zu den katholischen Ostkirchen, die Liturgiesprache ist Arabisch. Die Wuppertaler Gemeinde gehört zu den größten in Deutschland.